# Hoja bloque de Stalin
Hoja bloque de Stalin es la nomenclatura filatélica del block souvenir soviético de 1949, que son las primeras emisiones conmemorativas del líder de la Unión Soviética Iósif Stalin (1879-1952).

## Descripción y historia
En los catálogos de las estampillas el block se nombra como “Por el septuagésimo aniversario de Stalin” (Catálogo de la FAC #1483) o “70 años del cumpleaños de Stalin” (en el catálogo “Standart-Kollektsiya"; en ruso: «Стандарт-Коллекция»). Algunas fuentes (particularmente, Veniamin Aloyts y Marat Gleyzer) afirman que este bloque fue impreso a espaldas de I.V. Stalin y fueron preparadas para él como sorpresa, al parecer, por lo tanto en circulación restringida. El block fue publicado con la impresora de 1 millón de ejemplares e incluyendo cuatro estampillas sin perforar, en las cuales eran casa representada en Gori, donde estaba Stalin nato, Lenin y Stalin en el Smolnyy en octubre de 1917 y en las colinas, y también el retrato individual de Stalin en la oficina de Kremlin. El bloque fue preparado por el artista R. Zhitkov y fue impreso en el Libro Blanco (con el marco del oro y del bronce), y también en el papel que se torna crema o amarillo. Se convirtió en el block más grande del grupo de la historia de la filatelia de la URSS; sus tamaños eran el × 175 220 milímetros. Este block también relacionado con la TI al número de producción filatélica de período soviético ([aceptable]. de 100 unidades), que no fueron permitidas al retiro de la URSS y de la Rusia. Prensa - phototype conjuntamente con la litografía.
Los bloques se pueden caracterizar también por los tamaños del marco. Las características especiales de la inversión Block “limpio” blanco tentativo” de la variedad “del coste (sin los defectos) en el catálogo “Standart-Kollektsiya” en 2008 - 18 000 rublos. Limpie con el pegado o con las pistas del pegado - 6000 rublos. Bloque apagado - 4500 rublos. 
En 2009 los autores del catálogo evaluaron “el block “limpio” blanco” de la variedad (sin los defectos) en 25000 rublos. Limpio sin la variedad  “crema” de los defectos en 2008 fue evaluado en 10000 rublos (en 2009 - 12000 rublos). Con - 5000, apagado - las 3000 rublos de pegado.